# 胜利油田中心医院
胜利油田中心医院位于中国山东省东营市中心城区的西城的济南路31号，是一所综合性三级甲等医院，下设有东营市脑科医院。隶属于中国石油化工集团公司胜利石油管理局，是滨州医学院附属医院之一。胜利油田中心医院成立于1964年东营市建立之前，是该地区最早，规模最大的综合医院，目前在职职工超过2000人。

## 历史
胜利油田中心医院成立于1964年4月，初名“九二三厂职工医院”，1971年，中华人民共和国石油工业部命名九二三厂为胜利油田会战指挥部，医院遂于1971年6月更名为“胜利油田职工医院”，1980年4月，再次更名为“胜利油田中心医院”。2013年，成立陪护中心。